# Deutschland-Klasse (1933)
Die Deutschland-Klasse umfasste drei Kriegsschiffe, die für die deutsche Reichsmarine unter den Beschränkungen des Versailler Vertrags gebaut wurden. In der Reichsmarine und der späteren Kriegsmarine wurde für die Schiffe der Deutschland-Klasse in Anlehnung an das im Versailler Vertrag verwendete französische Wort „cuirassé“ (gepanzertes Schiff) zuerst die Typansprache „Panzerschiff“ gebraucht. Am 15. Februar 1940 wurde die Typansprache jedoch in Schwerer Kreuzer geändert. Zur Zeit ihrer Konstruktion wurden sie von britischer Seite wegen ihrer vergleichsweise geringen Größe und starken Artillerie als „Westentaschenschlachtschiffe“ (pocket battleships) bezeichnet.

## Vorgeschichte

### Situation nach dem Ersten Weltkrieg
Nach dem verlorenen Ersten Weltkrieg wurden im Versailler Vertrag rigide Obergrenzen für die deutsche Marinerüstung festgelegt. Die Deutschland zugestandene begrenzte Anzahl von Linienschiffen veralteten Typs (vgl. Linienschiffe der Reichsmarine) durfte nur durch gepanzerte Schiffe mit nicht mehr als 10.000 ts (entspricht 10.160 metrischen Tonnen) Standardverdrängung ersetzt werden. Zum Vergleich: im Washingtoner Flottenabkommen einigten sich die Vereinigten Staaten, Großbritannien, Frankreich, Italien und Japan auf eine Begrenzung von 35.000 tn.l. Standardverdrängung und 40,6 cm Kaliber für Schlachtschiffe. Die Begrenzung auf 10.000 Tonnen entsprach hingegen derjenigen des Washingtoner Vertrags für die Schiffsklasse der Schweren Kreuzer (sog. Washington-Kreuzer), diese waren jedoch typischerweise auf eine Bewaffnung mit Geschützen von 20,3 cm begrenzt.
Nach mehreren Vorentwürfen entschied man sich für ein Schiff mit sechs 28-cm-Geschützen in zwei Drillingstürmen und mit Dieselmotorantrieb, der eine Höchstgeschwindigkeit von ca. 26 kn in Verbindung mit einer überdurchschnittlich hohen Reichweite ermöglichte. Die Panzerung betrug seitlich bis zu 80 mm und auf Deck 30–45 mm.

### Innenpolitische Widerstände
Der von der Marineleitung unter Hans Zenker geforderte Bau war mehr ein Prestigeprojekt als militärisch sinnvoll. Am 30. März 1928 wurde im Reichstag gegen die Stimmen der oppositionellen SPD und KPD die erste Rate für den Bau der ersten Einheit (Panzerschiff A) in Höhe von 9,3 Millionen Reichsmark in den Reichshaushalt aufgenommen. Der Reichsrat unter Führung Preußens vertagte jedoch die endgültige Entscheidung darüber. Wegen der hohen Kosten wurde der Bau von der SPD im Reichstagswahlkampf 1928 scharf kritisiert. Nach der Wahl stimmten die Kabinettsmitglieder der SPD jedoch dem Bau zu, nachdem Reichswehrminister Groener, der über den Rückhalt des Reichspräsidenten Hindenburg verfügte, seinen Rücktritt angedroht hatte. Die Reichstagsfraktion war aber weiterhin gegen den Bau und unterwarf die zugehörigen Kabinettsmitglieder der Fraktionsdisziplin. Ein Antrag der SPD-Fraktion, den Bau einzustellen, fand in einer Abstimmung am 16. November 1928 durch Stimmen der DNVP keine Mehrheit im Reichstag. Die KPD startete ein Volksbegehren gegen den Bau, das aber mit nur 1,2 Millionen Ja-Stimmen scheiterte.

### Außenpolitische Wirkung
Die Briten nannten die drei Schiffe dieser Klasse „Pocket Battleships“ (Westentaschen-Schlachtschiffe), da ihre schwere Artillerie von sechs 28-cm-Geschützen der der Schweren Kreuzer weit überlegen und der vieler älterer Schlachtschiffe ebenbürtig war. Als Reaktion auf die Panzerschiffe baute Frankreich die zwei Schlachtschiffe der Dunkerque-Klasse, und es kam zu einer Welle von neuen Schlachtschiffbauten.

## Konstruktionsmerkmale
Außergewöhnlich war der Antrieb. Erstmals wurde für Kampfschiffe dieser Größe ein Dieselantrieb verwendet. Ein Verbund von vier Dieselmotoren trieb über zwei Vulcan-Getriebe je eine Schraubenwelle an. Bei dem Vulcan-Getriebe (oder auch Vulkankupplung) handelte es sich um eine mit Wasser und Öl gefüllte hydromechanische Kupplung, die den Vorteil hatte, dass die Motoren unabhängig voneinander aufgeschaltet oder zu Wartungszwecken einzeln abgeschaltet werden konnten. Bei den Motoren selbst handelte es sich um acht doppeltwirkende Neunzylinder-Zweitakt-Dieselmotoren der MAN, die bei einer Drehzahl von 450/min je 6.750 PS (4.960 kW) leisteten. Dieser Motortyp war eine erfolgreiche Weiterentwicklung des ab 1909 im Rahmen der Dieselmotorenentwicklung für die Kaiserliche Marine unter der Federführung Wilhelm Laudahns entwickelten und gebauten doppeltwirkenden Zweitakt-Dieselmotoren für Linienschiffe mit einer Leistung von 12.000 PS (8.800 kW). Die Planung des Schiffes erfolgte um diese neuartige Maschine, die im Gegensatz zu klassischen Dampfturbinen mit weniger Personal betrieben werden konnte.
Entgegen ersten Bedenken bewährte sich das Maschinenkonzept; vor allem die befürchteten Vibrationen hielten sich in Grenzen. Ein großer Vorteil war die höhere Reichweite, die Gewichtseinsparung, die einfachere Wartung gegenüber den komplizierten Dampfturbinen und vor allem unter taktischen Gesichtspunkten das schnelle Hochfahren der Maschinenanlage. Der Dieselantrieb schien so erfolgversprechend zu sein, dass fast alle im Z-Plan vorgesehenen neuen Schiffe damit ausgerüstet werden sollten, sogar die geplanten Schlachtschiffe der H-Klasse.
Durch die Begrenzung auf max. 10.160 Tonnen war man gezwungen, möglichst viel Gewicht einzusparen. Neben der Verwendung von Aluminiumlegierungen in einigen Bereichen im Schiff wurde z. B. der gesamte Schiffskörper geschweißt, wodurch das Gewicht der sonst üblichen  Nietverbindungen wegfiel. Zum Nieten müssen Stahlplatten überlappen, während Schweißen eine Verbindung auf Stoß ermöglicht. Die Panzerung wurde in die Tragkonstruktion des Rumpfes einbezogen, so dass sie nicht nur zum Schutz, sondern auch zur Festigkeit des Schiffskörpers beitrug. Die Schiffe waren einige Jahre lang schneller als jedes stärkere und stärker als jedes schnellere Schiff, mit Ausnahme der allerdings erheblich größeren vier japanischen Schlachtkreuzer der Kongō-Klasse und der drei britischen Schlachtkreuzer Hood, Renown und Repulse. Insbesondere die Schweren Kreuzer der anderen Marinen waren von dieser neuen Entwicklung betroffen, da sie bei vergleichbarer Größe nicht stärker gepanzert waren und mit ihrer 20,3-cm-Artillerie weder in der Reichweite noch an Durchschlagskraft den 28-cm-Geschützen etwas entgegensetzen konnten.
Neben dem größeren Kaliber kam bei der Deutschland-Klasse eine neue Geschützturmkonstruktion zum Einsatz, die es erlaubte, das mittlere Rohr der Drillingstürme genauso schnell nachzuladen wie die beiden äußeren Rohre. Diese technische Änderung bedeutete eine deutlich höhere Schussfrequenz als bei konventionellen Kreuzern.

## Technik

### Schiffsmaße
Der Rumpf war in wasserdichte Abteilungen und über alles 186 Meter lang bzw. 181,70 Meter in der Wasserlinie, 21,65 Meter breit. Er hatte bei einer Verdrängung zwischen 11.887 und 16.200 Tonnen einen Tiefgang von 7,40 Metern.

### Antrieb
Die Schiffe waren mit acht doppeltwirkenden MAN-Neunzylinder-Zweitaktdieselmotoren des Typs M9Z 42/58 ausgestattet, die eine Zylinderbohrung von 420 mm und einen Kolbenhub von 580 mm hatten. Diese trieben zwei dreiflügelige Propeller mit 4 m Durchmesser mit einer Drehzahl von 250/min an. Die Motoren entwickelten insgesamt 54.000 PSw (40 MWw) Leistung; die Höchstgeschwindigkeit betrug 28,5 Knoten (53 km/h). Die Schiffe konnten maximal 2.500 t Diesel mitführen, was ihnen bei 13 Knoten (24 km/h) eine Reichweite von 8.900 Seemeilen (16.500 km) ermöglichte. Die Besatzung bestand aus 1150 Offizieren und Mannschaften.

### Bewaffnung
Als Hauptbewaffnung dienten sechs 28-cm-Schnellfeuerkanonen in zwei Dreifach-Geschütztürmen, einer vor und einer hinter den Aufbauten. Die Geschütze waren auf Drh-LC/28-Lafetten mit einem Seitenrichtbereich von −150 bis +150 Grad montiert. Die Kanonen selbst wogen 48,20 t und hatten bei einer maximalen Elevation von 40 Grad und einer Mündungsgeschwindigkeit von 910 m/s eine Reichweite von 36.475 m. Sie verschossen 300 kg schwere Granaten mit einer Kadenz von etwa 2,5 bis 3,5 Schuss pro Minute, je nach Quellenlage.
Die Sekundärbewaffnung bestand aus acht 15-cm-Kanonen, die jeweils mittschiffs angeordnet waren. Die Kanonen waren in einzelnen MPLC/28-Lafetten mit einem Seitenrichtbereich von 360 Grad montiert. Die Kanonen selbst wogen etwa 9 t und hatten bei einer maximalen Elevation von 40 Grad und einer Mündungsgeschwindigkeit von 875 m/s eine Reichweite von 23.000 m. Sie verschossen 45,5 kg schwere Granaten mit einer Kadenz von ca. 7 Schuss pro Minute.

### Panzerung
Die Schiffe der Deutschland-Klasse hatten einen Gürtelpanzer aus Krupp-Zementstahl. Er erstreckte sich von der vorderen bis zur hinteren Barbette, wo er in 40-mm-Querschotten endete. Mittschiffs war er 80 mm dick und verjüngte sich nach achtern auf 30 und zum Bug auf 10 mm. Darunter verlief ein weiterer Plankengang über die gleiche Länge mit einer Dicke von 50 mm. Im Inneren des Rumpfes wurde der Gürtel durch ein 45 mm dickes Torpedoschott erweitert. Das Schiff war zum Schutz vor horizontalen Angriffen mit einem Panzerdeck versehen. Mittschiffs war dieses 30 mm dick und setzte sich nach vorn und achtern mit 45 mm fort. Der vordere Kommandoturm war rundherum mit 150 mm gepanzert und hatte ein 50 mm dickes Dach, der hintere Kommandoturm hatte 50 mm dicke Seiten und ein 20 mm dickes Dach. Die Geschütztürme der 28-cm-Kanonen hatten eine 140 mm dicke Front und 85 mm dicke Seitenwände. Die Barbetten waren 100 mm dick. Die Dicke der Dächer reichte von 85 bis 105 mm. Die 15-cm-Geschütze waren mit 10 mm starken Geschützschilden als Splitterschutz versehen.
Unterscheidung der Schiffe

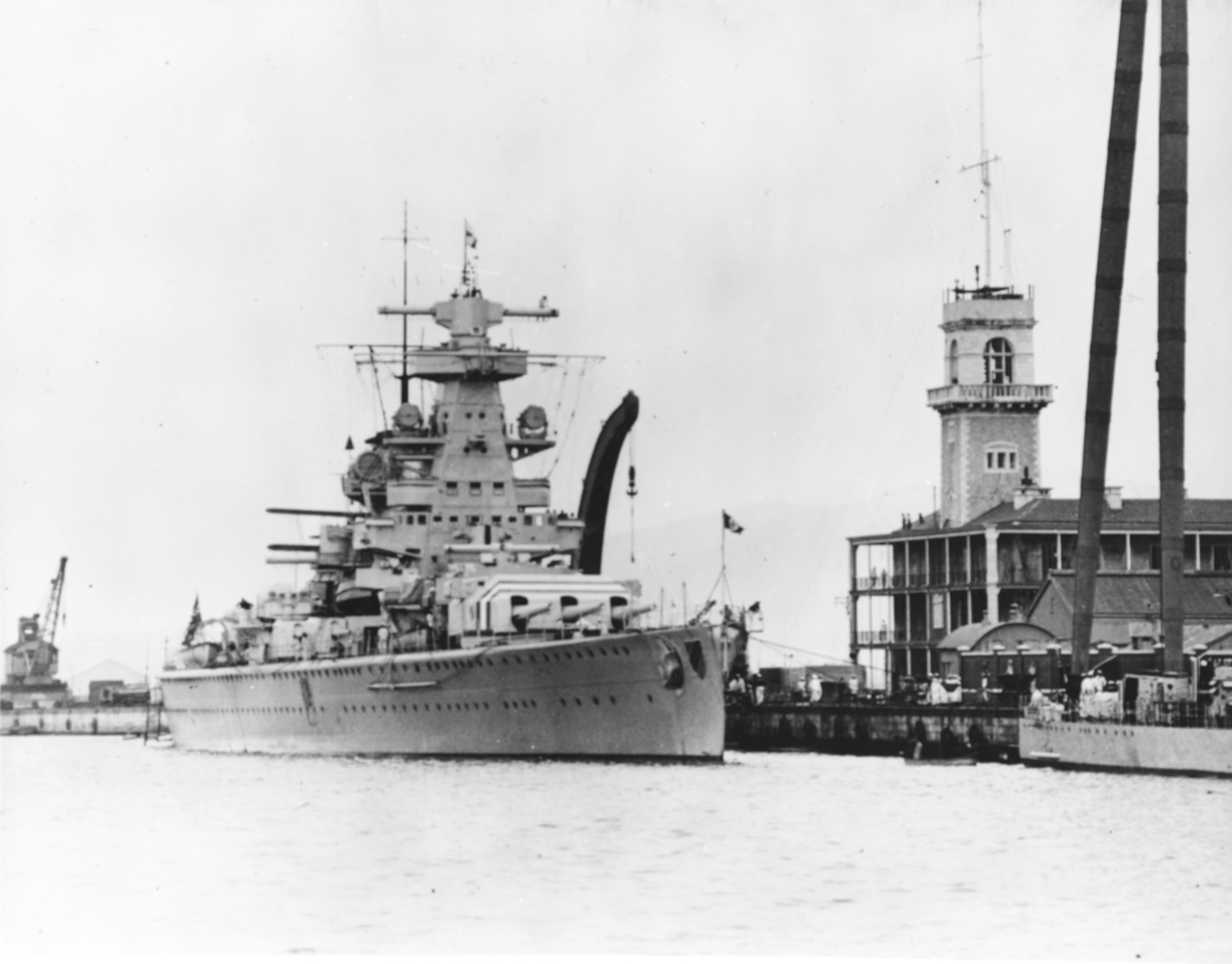
Die Admiral Scheer während des Spanischen Bürgerkriegs in Gibraltar

Die Deutschland unterschied sich von Admiral Scheer und Admiral Graf Spee hauptsächlich durch drei Merkmale:
- Sie hatte von Anbeginn einen röhrenförmigen Turmmast (Admiral Scheer erst nach dem Umbau 1939/1940, Admiral Graf Spee gar nicht)
- Die eigentliche Kommandobrücke war halbkreisförmig, das Entfernungsmessgerät saß auf dem Dach der Brücke unmittelbar vor dem Turmmast
- Das Flugzeugkatapult war zwischen Turmmast und Schornstein (bei den Schwesterschiffen hinter dem Schornstein)

Die Unterscheidung zwischen Admiral Scheer und Admiral Graf Spee kann vor allem am Turmmast vorgenommen werden:
- Wegen des Sieges des Namensgebers trug nur die Admiral Graf Spee vor dem Kriegsbeginn auf halber Höhe des Turmmastes ein Schild mit der Aufschrift Coronel.
- Nach dem Umbau hatte die Admiral Scheer ebenfalls einen Röhrenmast, dessen Aufbauten jedoch eckiger als jene der Deutschland blieben.

## Einheiten
Von der Deutschland-Klasse wurden drei Schiffe gebaut. Eine zweite Bauserie mit zwei vergrößerten Schiffen wurde 1934 auf Kiel gelegt, aber wenig später wurde ein Baustopp verfügt und die bereits begonnenen Schiffe abgebrochen. Diese wurden 1935, unter den Bedingungen des deutsch-britischen Flottenabkommens, erneut begonnen und als Schlachtschiffe Scharnhorst und Gneisenau fertiggestellt.

### Das TypschiffDeutschland
Die im April 1933 in Dienst gestellte Deutschland wurde am 15. November 1939 in Lützow umbenannt. Dieses geschah zum einen aus psychologischen Gründen, da Hitler nicht wollte, dass ein Schiff mit dem Namen Deutschland untergehen könnte, aber auch, um den Verkauf des Schweren Kreuzers Lützow der Admiral-Hipper-Klasse an die Sowjetunion zu verschleiern.

### PanzerschiffAdmiral Scheer
Die Admiral Scheer wurde als zweites Schiff im November 1934 in Dienst gestellt. Im Winter 1939/40 wurde ein umfangreicher Umbau vorgenommen: Das Vorschiff wurde verlängert und bekam einen größeren Spantenausfall. Außerdem wurde der große Gefechtsturm über der Brücke ausgebaut und durch einen schlanken Röhrenmast ersetzt, um das Aussehen des Schiffes an das der Lützow anzugleichen. Im Februar 1940 wurde die Admiral Scheer wie die Lützow zum Schweren Kreuzer umklassifiziert.

### PanzerschiffAdmiral Graf Spee
Als letztes Schiff der Klasse kam im Januar 1936 die Admiral Graf Spee in den Dienst der Kriegsmarine. Im Dezember 1939 wurde das Schiff auf Befehl des Kommandanten Hans Langsdorff, der die Lage als aussichtslos betrachtete und seine Mannschaft verschonen wollte, in der Mündung des Río de la Plata vor Montevideo selbstversenkt.